# Конкордія (Базель)
«Конкордія» (нім. Fussball Club Concordia Basel) — швейцарський футбольний клуб з міста Базель, заснований 1907 року. Домашні матчі проводить на стадіоні «Сент-Якоб».

## Історія
«Конкордія» була заснована 7 червня 1907 року футбольними фанатами, включаючи першого президента «Конкордії» Макса Зейндера. Вже в рік свого заснування команда приєдналася до кантональної футбольної асоціації Базеля. На початку «Конкордія» грала тільки товариські матчі і тільки в сезоні 1908/09 команда була включена в чемпіонат кантону, який з першої ж спроби виграла. 1 серпня 1909 року «Конкордія» приєдналася до Швейцарської футбольної асоціації і з сезону 1909/10 виступала у другому дивізіоні, Серії Б. 

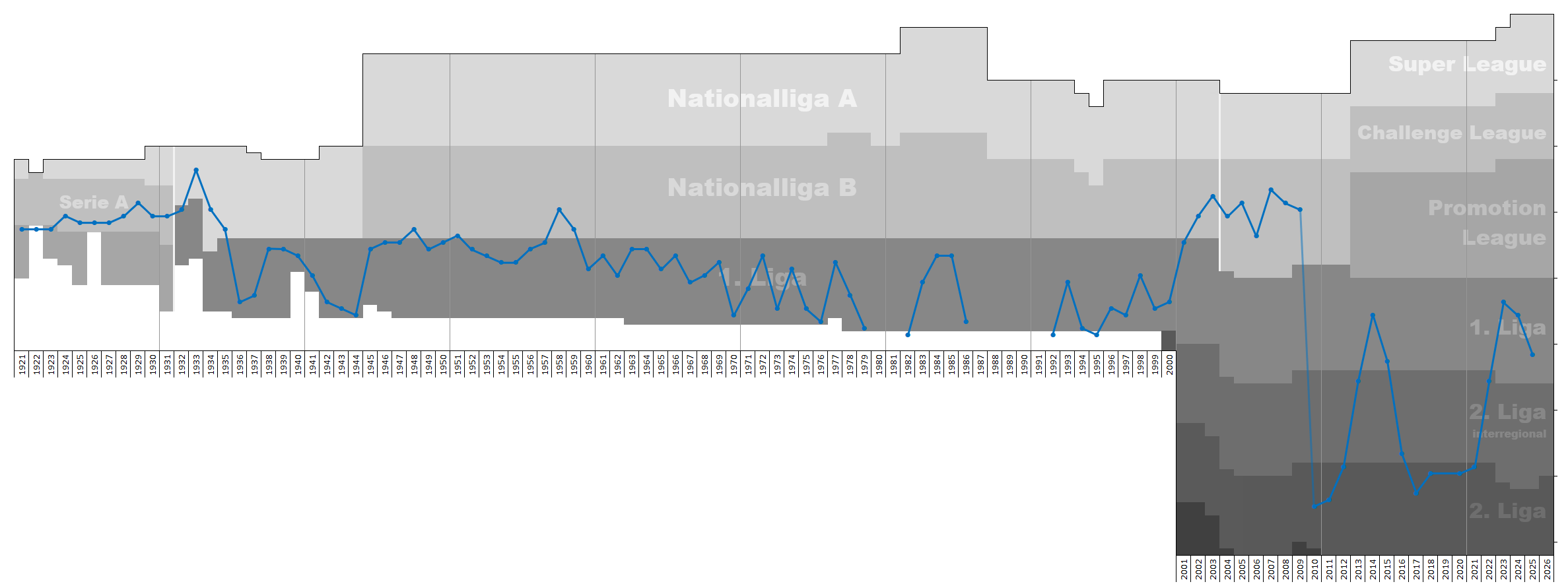
Статистика виступів у чемпіонатах Швейцарії

«Конкордія» дебютувала у вищому дивізіоні Швейцарії у сезоні 1923/24, закінчивши турнір на 7-му місці з дев'яти команд у групі "Центр". В наступні роки команда успішно боролась за виживання аж до 1931 року, коли через зміну формату турніру вона була відправлена до другого дивізіону. Так команда відразу стала першою і повернулась до вищого дивізіону, провівши в ньому свої три останніх сезони.
З 1935 року команда виступала виключно у нижчих лігах, рідко виходячи навіть до другого дивізіону. Наприкінці сезону 2000/01 «Конкордія» вперше за довгий час виграла групу Центральної Швейцарії у Першій лізі і через кваліфікацію та фінальні раунди після 42 років відсутності клуб повернувся до другого за рівнем швейцарського дивізіону, Національної футбольної ліги Б. Там команда грала до кінця сезону 2008/09, після якого у клубу було відібрано професійну ліцензію і відправлено до аматорського п'ятого за рівнем дивізіону країни.
Натомість клуб відомий своєю молодіжною командою, яка співпрацює з «Базелем», через яку пройшли ряд майбутніх гравців національної збірної та «Базеля», зокрема Янн Зоммер, Марко Штреллер, Граніт Джака, а також брати Хакан та Мурат Якіни та інші.

## Досягнення
- Володар Кубка Оха (1): 1922